# Токума
Токума (якут. Токума) — село в Верхоянском улусе Якутии России. Входит в состав Борулахского наслега.

## География
Село находится за Северным полярным кругом, на расстоянии 99 километров от административного центра улуса — посёлка Батагай и в 25 километрах от центра наслега — села Томтор.
Климат
Климат характеризуется как резко континентальный, с продолжительной морозной малоснежной зимой и коротким прохладным летом. Средняя температура воздуха самого тёплого месяца (июля) составляет 16-17 °C; самого холодного (января) −38 −48 °C. Среднегодовое количество атмосферных осадков составляет 150—300 мм. Снежный покров держится в течение 215—235 дней в году.

## История
Согласно Закону Республики Саха (Якутия) от 30 ноября 2004 года N 173-З N 353-III село вошло в образованное муниципальное образование Борулахский наслег.

## Население
| 2002 | 2010 | 2021 |
| ---- | ---- | ---- |
| 167  | ↘140 | ↗156 |

Национальный состав
Согласно результатам переписи 2002 года, в национальной структуре населения якуты составляли 99 % из 167 чел.

## Улицы
В селе имеются две улицы: Аргаа и Кангаласская.

## Экономика
В селе развито оленеводство и рыболовство.

## Инфраструктура
В селе действуют начальная общеобразовательная школа, клуб, дизельная электростанция Верхоянских электрических сетей АО «Сахаэнерго», учреждения здравоохранения и торговли.